# Shane Cohn
Shane Cohn (sinh ngày 16 tháng 4 năm 1980) là một chính khách người Mỹ đã phục vụ từ mùa xuân năm 2009 với tư cách là Ủy viên của Phường 25 của Thành phố St. Louis, Missouri.
Từ năm 2000, Cohn làm quản lý nhân sự cho Citi, hỗ trợ nhân viên trong các hoạt động dịch vụ thế chấp của công ty tại khu vực St. Louis.
Năm 2002, ông đồng lãnh đạo một chương trình xây dựng chương trình công nhận nhân viên toàn quốc tại Citi. Năm 2003, ông đã tổ chức một tổ chức LGBT cho nhân viên Citi, Citi Pride, đã tăng lên 86 thành viên trong năm 2007.
Trước khi đắc cử, Cohn làm việc như một nhà tổ chức cộng đồng ở Dutchtown, phục vụ trong hội đồng quản trị của hiệp hội doanh nghiệp khu phố và tập đoàn phát triển nhà ở khu phố. Ông là thành viên của Ủy ban Điều hành và chủ trì Ủy ban Phát triển Tài nguyên của Hội nghị Quốc gia về Cộng đồng và Tư pháp của Metropolitan St. Louis (NCCJSTL). (NCCJSTL).
Vào ngày 3 tháng 3 năm 2009, anh đã giành chiến thắng trong cuộc đua chính bốn chiều cho ứng cử viên Dân chủ cho vị trí Ủy viên của Phường 25 của Thành phố St. Louis. Anh ta đã không tham gia vào cuộc tổng tuyển cử, mà anh ta đã giành chiến thắng vào ngày 7 tháng 4 năm 2009. Phường 25 bao gồm các phần của Dutchtown, Mt. Pleasant và Carondelet. Ông đã tuyên thệ vào ngày 21 tháng 4 năm 2009 và trở thành quan chức được bầu chọn đồng tính công khai đầu tiên trong chính quyền thành phố và là thành viên trẻ thứ hai của Hội đồng Ủy viên.
Vào tháng 5 năm 2010, để tăng cường nỗ lực của St. Louis để tổ chức Hội nghị Quốc gia Dân chủ 2012, Cohn đã tài trợ và giành được sự chấp thuận nhất trí của một dự luật để thêm "bản dạng giới" vào danh sách các đặc điểm được luật pháp thành phố bảo vệ chống phân biệt đối xử trong nhà ở, nhà ở công cộng  và việc làm.
Cohn là nhà tài trợ chính cho luật Đường phố Complete của St. Louis, đòi hỏi các dự án trong tương lai phải kết hợp nhu cầu của người đi bộ, người đi xe đạp và người sử dụng phương tiện giao thông đại chúng vào thiết kế đường và đường phố.
Ông phục vụ trong hội đồng quản trị của Gateway 180 Homelessness Reversed, một tổ chức phục vụ người vô gia cư.